# Pochazina iridea
Pochazina iridea är en insektsart som beskrevs av Jacobi 1916. Pochazina iridea ingår i släktet Pochazina och familjen Ricaniidae. Inga underarter finns listade i Catalogue of Life.